# Olympiakos Syndesmos Filathlōn Peiraiōs 2007-2008 (pallacanestro maschile)
Questa voce raccoglie le informazioni riguardanti l'Olympiakos B.C. nelle competizioni ufficiali della stagione 2007-2008.

## Stagione
La stagione 2007-2008 dell'Olympiakos è la 54ª nel massimo campionato greco di pallacanestro, l'A1 Ethniki.

## Roster
Aggiornato al 2 agosto 2019.
| Olympiakos 2007-08 | Olympiakos 2007-08 |
| Giocatori          | Staff tecnico      |
| ------------------ | ------------------ |

| N. | Naz.                                   | Ruolo | Nome                     | Anno | Alt.   | Peso   |  |
| -- | -------------------------------------- | ----- | ------------------------ | ---- | ------ | ------ |  |
| 4  | Stati Uniti (bandiera)                 | P     | Roderick Blakney         | 1976 | 186 cm | 84 kg  |  |
| 5  | Grecia (bandiera)                      | P     | Manolīs Papamakarios (C) | 1980 | 190 cm | 97 kg  |  |
| 6  | Stati Uniti (bandiera)                 | AP    | Qyntel Woods             | 1981 | 204 cm | 100 kg |  |
| 7  | Lituania (bandiera)                    | G     | Arvydas Macijauskas      | 1980 | 193 cm | 97 kg  |  |
| 8  | Lituania (bandiera)                    | G     | Renaldas Seibutis        | 1985 | 198 cm | 82 kg  |  |
| 9  | Grecia (bandiera)                      | C     | Iōannīs Mpourousīs       | 1983 | 212 cm | 120 kg |  |
| 10 | Georgia (bandiera) · Grecia (bandiera) | C     | Jake Tsakalidīs          | 1979 | 218 cm | 130 kg |  |
| 11 | Stati Uniti (bandiera)                 | P     | Lynn Greer               | 1979 | 186 cm | 79 kg  |  |
| 12 | Grecia (bandiera)                      | AG    | Loukas Maurokefalidīs    | 1984 | 209 cm | 115 kg |  |
| 13 | Grecia (bandiera)                      | AP    | Panagiōtīs Vasilopoulos  | 1984 | 203 cm | 102 kg |  |
| 14 | Grecia (bandiera)                      | AP    | Kōstas Vasileiadīs       | 1984 | 200 cm | 100 kg |  |
| 15 | Grecia (bandiera)                      | C     | Sofoklīs Schortsianitīs  | 1985 | 206 cm | 150 kg |  |
| 16 | Grecia (bandiera)                      | AP    | Giōrgos Printezīs        | 1985 | 204 cm | 100 kg |  |
| 17 | Grecia (bandiera)                      | P     | Panagiōtīs Kafkīs        | 1980 | 197 cm | 95 kg  |  |
| 18 | Serbia (bandiera)                      | P     | Miloš Teodosić           | 1987 | 195 cm | 89 kg  |  |
| 25 | Stati Uniti (bandiera)                 | C     | Marc Jackson             | 1975 | 208 cm | 122 kg |  |

| Allenatore                                                                                   |
| - Pini Gershon (fino al 2 febbraio) - Panagiōtīs Giannakīs (dal 3 febbraio)                  |
| Assistente/i                                                                                 |
| - / Milan Tomić (dal 3 febbraio) Legenda - (C) Capitano - (IN) Inattivo - Infortunato Roster |

## Mercato

### Sessione estiva
| Acquisti | Acquisti              | Acquisti            | Acquisti      | Acquisti |
| R.       | Nome                  | da                  | Modalità      |          |
| -------- | --------------------- | ------------------- | ------------- | -------- |
| P        | Roderick Blakney      | Dinamo Mosca        | definitivo    |          |
| AP       | Qyntel Woods          | Bakersfield Jam     | definitivo    |          |
| C        | Jake Tsakalidīs       | Houston Rockets     | definitivo    |          |
| AP       | Giōrgos Printezīs     | Olympia Larissa     | fine prestito |          |
| G        | Renaldas Seibutis     | Maroussi            | fine prestito |          |
| AG       | Loukas Maurokefalidīs | Virtus Roma         | definitivo    |          |
| P        | Miloš Teodosić        | FMP Železnik        | definitivo    |          |
| AP       | Kōstas Vasileiadīs    | Málaga              | definitivo    |          |
| P        | Lynn Greer            | Milwaukee Bucks     | definitivo    |          |
| P        | Panagiōtīs Kafkīs     | Paniōnios           | definitivo    |          |
| AG       | Lawrence Roberts      | Memphis Grizzlies   | definitivo    |          |
| C        | Marc Jackson          | N.O. Hornets        | definitivo    |          |
| C        | Ian Vougioukas        | St. Louis Billikens | definitivo    |          |

| Cessioni | Cessioni          | Cessioni        | Cessioni       | Cessioni |
| R.       | Nome              | a               | Modalità       |          |
| -------- | ----------------- | --------------- | -------------- | -------- |
| P        | Scoonie Penn      | Efes Pilsen     | fine contratto |          |
| C        | Sam Hoskin        | Cibona Zagabria | fine contratto |          |
| A        | Nikos Mparlos     | AEK Atene       | fine contratto |          |
| G        | Henry Domercant   | Dinamo Mosca    | fine contratto |          |
| P        | Chrīstos Charisīs | Sopot           | fine contratto |          |
| AG       | Andrija Žižić     | Panathīnaïkos   | fine contratto |          |
| G        | Alex Acker        | Barcellona      | fine contratto |          |
| AG       | Ryan Stack        | B.K. Kiev       | fine contratto |          |
| AG       | Lawrence Roberts  | Atlanta Krunk   | rescissione    |          |
| C        | Ian Vougioukas    | Rethymno        | prestito       |          |

### Dopo l'inizio della stagione
| Acquisti | Acquisti | Acquisti | Acquisti | Acquisti |
| R.       | Nome     | da       | Data     | Modalità |
| -------- | -------- | -------- | -------- | -------- |

| Cessioni | Cessioni     | Cessioni   | Cessioni      | Cessioni    |
| R.       | Nome         | a          | Data          | Modalità    |
| -------- | ------------ | ---------- | ------------- | ----------- |
| C        | Marc Jackson | Free agent | 27 marzo 2008 | rescissione |